# Диего-Суарес (бухта)
Дие́го-Суа́рес — бухта Индийского океана на севере Мадагаскара. Вдается в северо-восточный берег северной оконечности острова, примерно, на 20 км. Имеет сложную лопастную форму, разветвляясь на четыре меньшие бухты: Тоннер, Кайу-Блан, Кюль-де-Сак-Галлуа и Франсе. Средняя глубина бухты составляет около 20 м. Есть множество полуостровов и несколько островов. Крупнейшие острова: Нуси-Лунгу (Пен-де-Сюкр), Нуси-Хели, Нуси-Куба.
Большая часть рек впадает в бухту с южной стороны, это: Анцахампана, Антунгумбату, Сахантанана, Кайман, Бетахитра.
Крупнейший полуостров на юге бухты занимает портовый город Анциранана.